# Rhaebo lynchi
Rhaebo lynchi é uma espécie de anfíbio anuro da família Bufonidae. Está presente na Colômbia. A UICN classificou-a como deficiente de dados.